# Discografia della Carter Family
The Carter Family è stato un gruppo musicale considerato spesso il più importante e influente nel campo del genere country. La formazione originale, composta da A.P. Carter, Maybelle Carter e Sara Carter, fu attiva dalla fine degli anni '20 fino al 1943; dalle loro ceneri si formeranno una successiva generazione e un nuovo gruppo, conosciuto con il nome di The Carter Sisters. Questa pagina ospita la discografia completa del gruppo, tenendo conto delle varie compilation o uscite postume.

## Singoli e EP
- River Of Jordan / Keep On the Sunny Side (Shellac, 10")	Victor	21434	1927

- I Have No One To Love Me (Shellac, 10")	Victor	V-40036	1928

- Will You Miss Me When I'm Gone? / Little Darling, Pal Of Mine (Shellac, 10")	Victor	21638	1928

- Engine One-Forty-Three / I'm Thinking To-Night Of My Blue Eyes (Shellac, 10")	Victor	V-40089	1929

- Wildwood Flower / Forsaken Love (Shellac, 10")	Victor	V-40000	1929

- My Clinch Mountain Home / The Foggy Mountain Top (Shellac, 10")	Victor	V-40058	1929

- Worried Man Blues / The Cannon Ball (Shellac, 10")	Victor	V-40317	1930

- Sweet As The Flowers In May Time / If One Won't Another One Will (Shellac, 10", Single)	Victor	23761	1932

- Will The Roses Bloom In Heaven / We Will March Through The Streets Of The City (Shellac, 10")	Bluebird (3)	B-5161	1933

- When The Springtime Comes Again / I'm Thinking To-Night Of My Blue Eyes (Shellac, 10")	Bluebird (3)	B-5122	1933

- Happy Or Lonesome / The East Virginia Blues (Shellac, 10")	Bluebird (3)	B-5650	1934

- Hello, Central! Give Me Heaven / I'll Be All Smiles Tonight (Shellac, 10")	Bluebird (3)	B-5529	1934

- Can the Circle Be Unbroken (By and By) / Glory To The Lamb (Shellac, 10")	Perfect (3)	13155	1935

- My Texas Girl (Shellac, 10")	Banner	17481	1935

- He Took A White Rose From Her Hair (Shellac, 10")	Melotone	13429	1935

- Little Darling Pal Of Mine (Shellac, 10")	Romeo	17504	1935

- Diamonds In The Rough / John Hardy Was A Desperate Little Man (Shellac, 10")	Bluebird (3)	B-6033	1935

- Can The Circle Be Unbroken / Glory To The Lamb (Shellac, 10")	Conqueror	8529	1935

- The Homestead On The Farm (Shellac, 10")	Perfect (3)	17520	1937

- Just A Few More Days / Little Joe (Shellac, 10")	Decca	5632	1939

- Wabash Cannonball / I Never Will Marry (Shellac, 10")	Bluebird (3)	B-8350	1939

- Heaven's Radio / Meeting In The Air (Shellac, 10")	Okeh	05931	1940

- The Wave On The Sea / The Rambling Boy (Shellac, 10")	Bluebird (3)	33-0512	1944

- When The World's On Fire / Keep On The Sunny Side (Shellac, 10")	Bluebird (3)	33-0537	1945

- Jealous Hearted Me / Lay My Head Beneath The Rose (Shellac, 10")	Decca	46005	1946

- Picture On The Wall / Keep On The Sunny Side (Shellac, 10")	RCA Victor	20-3259	1948

- Mountain Music Volume 2 (7", EP)	Brunswick	OE 9168	1956

- The Original And Great Carter Family Vol. 3   2 versions	RCA Victor, RCA Victor		1962

- Johnny Cash and Carter Family, The - (There'll Be) Peace In The Valley (For Me) (7", Single)	Columbia	4-42615	1962

- The Original And Great Carter Family Vol. 1 (7", EP, Mono)	RCA Victor	RCX-7100	1962

- The Original And Great Carter Family Vol. 2 (7", EP, Mono)	RCA Victor, RCA Victor	RCX-7101, 45-RCX-7101	1962

- The Original And Great Carter Family Vol. 6 (7", Mono)	RCA Victor	RCX-7111	1963

- The Original And Great Carter Family Vol. 5 (7", EP, Mono)	RCA Victor	RCX-7110	1963

- The Original And Great Carter Family Vol. 4 (7", EP, Mono)	RCA Victor	RCX-7109	1963

- Jealous Hearted Me (7", EP)	Decca	ED 2788	1965

- A Song To Mama (7", Single)	CBS	CBS 8151	1972

- Carter Family, The With Johnny Cash - The World Needs A Melody (7", Promo)	Columbia	4-45679	1972

- Johnny Cash With Carter Family, The And Oak Ridge Boys, The - Praise The Lord And Pass The Soup (7")	Columbia	4-45890	1973

- Johnny Cash With Carter Family, The - The Three Bells (7", Promo)	Columbia	38-04740	1984

- Keep On The Sunny Side / Fair And Tender Ladies (7")	Columbia	4-43004	Unknown

- Anchored In Love (7", EP)	Acme Records (6)	DF-103	Unknown

- The Titanic (7", EP)	Acme Records (6)	DF-102	Unknown

- Sweet Fern (7", EP)	RCA Victor	20369	Unknown

- Get Up Early In The Morning / Fourteen Carat Nothing (7", Promo)	Liberty	F55501	Unknown

- Picture On The Wall / Will You Miss Me When I'm Gone? (Shellac, 10")	Montgomery Ward	M-4228	Unknown

- No More The Moon Shines On Lorena / Jimmie Brow, The Newsboy (Shellac, 10")	Montgomery Ward	m-5027	Unknown

- The Spirit Of Her Watches Over Me / When The Springtime Comes Again (10")	Montgomery Ward	M-4227	Unknown

- Tell Me That You Love Me / I‘m Thinking Tonight Of My Blue Eyes (Shellac, 10")	Montgomery Ward	M-4230	Unknown

- Honey In The Rock (Shellac, 10")	Montgomery Ward	8024	Unknown

- Two Sweethearts / The Broken-hearted Lover (Shellac, 10")	Montgomery Ward	M-4433	Unknown

## Album
- Keep On The Sunny Side: In Memory Of A P Carter (LP)	Acme Records (6)	LP No. 2	1961

- The Carter Family Album   3 versions	Liberty		1962

- The Original And Great Carter Family   5 versions	RCA Camden		1962

- The Original And Great Carter Family (LP, Mono)	RCA Camden	CAL 586	1962

- A Collection Of Favorites By The Carter Family   3 versions	Decca		1963

- Great Original Recordings By The Carter Family (LP, Album, Mono)	Harmony (4)	HL 7300	1963

- Carter Family, The With Special Guest Johnny Cash - Keep On The Sunny Side  4 versions	Columbia Special Products		1964

- More Favorites By The Carter Family (LP, Album, Mono)	Decca	DL 4557	1965

- The Carter Family Sings The Country Album   3 versions	Columbia		1967

- Country Favorites   2 versions	Sunset Records		1968

- The Famous Carter Family   2 versions	Harmony (4)		1970

- Merle Haggard And The Strangers, Bonnie Owens & Carter Family, The - The Land Of Many Churches (2xLP)	Capitol Records	SWBO-803	1971

- Travelin' Minstrel Band   2 versions	Columbia		1972

- More Golden Gems From The Original Carter Family (LP)	RCA	CAS-2554 (e)	1972

- Three Generations   2 versions	Columbia		1974

- 'Mid The Green Fields Of Virginia   3 versions	RCA		1963

- The Original Carter Family From 1936 Radio Transcripts  2 versions	Old Homestead Records		1975

- Country's First Family   2 versions	Columbia		1976

- The Original Carter Family Legendary Performers, Volume 1 (LP)	RCA	CPM1-2763	1979

- Clinch Mountain Treasures   2 versions	County Records, Sony Music Special Products		1991

- Carter Family Favorites (CD, Album, Alb)	Jasmine Records	JASMCD 3592	2009

- A. P. Carter Memorial Album (7", Album)	Acme Records (6)	CF-105	Unknown

- Country Favorites (LP, Album, Mono)	Sunset Records	SUM-1153	Unknown

- The Carter Family In Texas Volume 7 (LP)	Old Homestead Records	OHCS 139	Unknown

- Look! (LP)	Old Time Classics	6001	Unknown

- Country Sounds Of The Original Carter Family (LP, Mono)	Harmony (4)	HL 7422	Unknown

- Home Among The Hills (LP, Album)	Harmony (4)	HL 7344	Unknown

- Diamonds In The Rough (LP, Album)	Copper Creek Records	CCLP-0107	Unknown

- Great Sacred Songs (LP)	Harmony (4)	HL 7396	Unknown

- Gold Watch And Chain Vol. 3 (LP)	Anthology Of Country Music	ACM 22	Unknown

- A Sacred Collection (LP)	Anthology Of Country Music	ACM - 8	Unknown

- Early Classics (LP)	Anthology Of Country Music	ACM-15	Unknown

## Compilation
- Carter Family, The, Uncle Dave Macon, Gid Tanner & Riley Puckett - Authentic Country Music (LP, Comp, Mono)	RCA Camden	CDN-5111	1963

- Blackwood Brothers Quartet*, Stuart Hamblen, Original Carter Family, The*, Statesmen Quartet, The, Porter Wagoner, Speer Family, The - All-Night Sing (LP, Comp)	RCA Camden	CAL 767	1963

- The Best Of   3 versions	Columbia		1965

- Carter Family, The Featuring A. P. Carter - Lonesome Pine Special  2 versions	RCA Camden		1971

- My Old Cottage Home   2 versions	RCA Camden		1973

- The Legendary Collection (1927-'34, '41) (10xLP, Comp, Mono + Box)	RCA	RA5641-50	1974

- Original Carter Family, The* Featuring A.P. Carter* - The Happiest Days Of All (LP, Comp, RM)	RCA Camden	ACL1-0501(e)	1974

- The Original Carter Family In Texas Volume 2   2 versions	Old Homestead Records		1978

- Gospel Songs By The Carter Family In Texas / Volume 3 (LP, Comp, Mono)	Old Homestead Records	OHCS 116	1978

- Country & Western Classics (3xLP, Comp + Box)	Time Life Records	TLCW-06	1982

- The Original Carter Family In Texas Volume 5 (LP, Comp, Ltd)	Old Homestead Records	OHCS 130	1984

- The Original Carter Family In Texas Volume I (LP, Comp)	Old Homestead Records	OHCS 111	1984

- Volume 4 (LP, Comp)	Old Homestead Records	OHCS-117	1984

- 20 Of The Best (LP, Comp)	RCA International	NL 89369	1984

- The Country Music Hall Of Fame (CD, Comp)	MCA Records	MCAD-10088	1991

- The Country Music Hall Of Fame (CD, Comp, Club)	MCA Records	MCAD-10088	1991

- My Clinch Mountain Home (Their Complete Victor Recordings 1928-1929) (CD, Comp)	Rounder Records	CD 1065	1993

- Anchored in Love: Their Complete Victor Recordings (1927-1928) (CD, Comp)	Rounder Records	CD 1064	1993

- Worried Man Blues (Their Complete Victor Recordings 1930) (CD, Comp)	Rounder Records	CD 1067	1995

- When The Roses Bloom In Dixieland (Their Complete Victor Recordings 1929-1930) (CD, Comp)	Rounder Records	CD 1066	1995

- On Border Radio, Vol. 1 (CD, Comp)	Arhoolie Records, Arhoolie Records	CD 411, 411	1995

- Sunshine In The Shadows (Their Complete Victor Recordings 1931-1932) (CD, Comp)	Rounder Records	CD 1068	1996

- Greatest Hits (CD, Comp)	KRB Music Companies	KRB5155-2	1997

- Give Me The Roses While I Live (Their Complete Victor Recordings 1932-1933) (CD, Comp)	Rounder Records	CD 1069	1997

- Best Of The Original Carter Family (CD, Comp)	King Records (3), King Records (3), BMG Special Products	KCD-1478, KSCD-1478, DRC11839	1997

- On Border Radio, Vol. 2 (CD, Comp)	Arhoolie Records, Arhoolie Records	CD 412, 412	1997

- Last Sessions (Their Complete Victor Recordings 1934-1941) (CD, Comp)	Rounder Records	CD 1072	1998

- Longing For Old Virginia (Their Complete Victor Recordings 1934) (CD, Comp)	Rounder Records	CD 1071	1998

- Gold Watch And Chain (Their Complete Victor Recordings 1933-1934) (CD, Comp)	Rounder Records	CD 1070	1998

- On Border Radio, Vol. 3 (CD, Comp)	Arhoolie Records, Arhoolie Records	CD 413, 413	1999

- The Best Of The Carter Family (CD, Comp)	Prism Leisure	PLATCD 548	1999

- Can The Circle Be Unbroken: Country Music's First Family   2 versions	Columbia, Legacy		2000

- Famous Country Music Makers (CD, Comp)	Castle Pulse	PLS CD 358	2000

- The Best Of The Carter Family Volume Two (Wildwood Flower) (CD, Comp)	Country Stars	CTS 55465	2000

- In The Shadow Of Clinch Mountain (12xCD, Comp + Box)	Bear Family Records	BCD 15865 LK	2000

- Wildwood Flower (CD, Comp, Mono)	ASV, Living Era	CD AJA 5323	2000

- 1927-1934   3 versions	JSP Records		2001

- The Decca Sessions Volume One (1936) (CD, Comp)	Catfish Records	KATCD188X	2001

- The Decca Sessions Vol. II (CD, Comp)	Catfish Records	KATCD218	2002

- Country & Folk Roots (CD, Comp)	Castle Pulse	PLSCD 651	2003

- Volume 2: 1935-1941 (5xCD, Comp, RM + Box)	JSP Records	JSP7708	2003

- RCA Country Legends (CD, Album, Comp)	BMG Heritage	82876 59266 2	2004

- A Proper Introduction To The Carter Family - Keep On The Sunny Side (CD, Comp, RM)	Proper Records Ltd.	INTRO CD 2060	2004

- The Best Of The Carter Family (2xCD, Comp)	Performance (7)	38126	2005

- The Best Of The Carter Family (CD, Comp, Club)	MCA Nashville, Decca	B0004544-02	2005

- Can The Circle Be Unbroken (2xCD, Comp, RM)	Primo (2), Primo (2)	PRMCD 6014, PRMCD6014	2006

- The Carter Family (CD, Comp)	Direct Source Special Products Inc.	AD 59012	2006

- Wildwood Flower (CD, Comp)	Weton-Wesgram	LATA188	2007

- Country Folk (4xCD, Comp, Album + Box)	Proper Records Ltd.	PROPERBOX 127	2007

- Wildwood Flower (2xCD, Comp)	Not Now Music	NOT2CD280	2008

- The Carter Family (Roots Of Country) (2xCD, Comp)	Music Club Deluxe	MCDLX102	2009

- I'm Thinking Tonight Of My Blue Eyes (LP, Comp)	Monk (4)	MK314	2010

- Bring Back My Blue-Eyed Boy To Me (LP, Comp)	Monk (4)	MK332	2010

- Greatest Hits 1927-1934 (CDr, Comp)	Fabulous (3)	FABCD146	2011

- The Carter Family On Border Radio (LP, Comp, Mono)	John Edwards Memorial Foundation	JEMF 101	Unknown

- The Original Carter Family In Texas Volume 6 (LP, Comp, Ltd)	Old Homestead Records	OHCS 136	Unknown

- Volume 3 (LP, Comp)	CMH Records	CMH 116	Unknown

- Volume 2 (LP, Comp)	CMH Records	CMH 112	Unknown

- Famous Country-Music Makers (2xLP, Comp, Gat)	RCA	DPM 2046	Unknown

- Volume 1 (LP, Comp)	CMH Records	CMH 107	Unknown

- Volume 4 (LP, Comp)	CMH Records	CMH 118	Unknown

- Famous Country Music Makers (LP, Comp, Mono)	RCA Victor	DPM 2046	Unknown